# یحیی مافی
یحیی مافی (۱۳۰۲–۱۳۹۲) یکی از اعضای مؤسس و عضو هیئت مدیره شورای کتاب کودک، از پایه‌گذاران مجتمع آموزشی مهران، آموزگار، کارشناس و پژوهشگر مسائل آموزشی و تربیتی بود. او به همراه همسرش، معصومه سهراب، از پیشگامان گشایش مدرسه‌های ملی در ایران بودند. همچنین آنها، کتاب ارزشمند تجربه‌های مدرسه داری را نوشته‌اند.

## کودکی و جوانی
خانواده پدری یحیی مافی از ایل مافی بودند. اجداد او، در دوره حکومت قاجار به دلیل سرپیچی از حکام قاجاری به سه نقطه از ایران (خراسان، خرم‌آباد و روستاهای تاکستانِ قزوین) کوچانده شدند. پدر یحیی در روستای معلم کلایه در الموت ساکن شد. در همان‌جا با دختری ازدواج کرد. اولین فرزندشان یحیی بود.
وقتی یحیی به سن مدرسه رفتن رسید، برای درس خواندن پیش عمویش رفت. عموی یحیی، در دوره حکومت رضاشاه به یکی از روستاهای اطراف چالوس تبعید شده بود و خود فرزندی نداشت. از آنجا که امکانات تحصیل برای کودکان در هم جای ایران وجود نداشت، عموی تبعیدی در نامه‌ای از پدر یحیی خواست او را برای تحصیل نزد او بفرستد. یحیی دورهٔ ابتدایی و سه سال اول دبیرستان را در شهسوار گذراند، در یکی از مدارس نوبنیادی که پایه‌گذار آن علی‌اصغر حکمت بود. اما چون دورهٔ دوم دبیرستان در شهسوار وجود نداشت، راهی تهران شد، تا هم کار کند و هم ادامهٔ تحصیل دهد. این زمان مصادف بود با جنگ جهانی دوم. او دیپلمش را در تهران گرفت و در چاپخانه‌ای مشغول به کار شد.
چاپخانه‌ای که یحیی در آن مشغول به کار شد، چاپخانهٔ ابوالحسن عمیدی نوری، از پایه‌گذاران جبهه ملی و از یاران مصدق، بود و روزنامهٔ داد را منتشر می‌کرد. عمیدی نوری مافی را تشویق کرد که در روزنامه هم کار کند. به این ترتیب، مافی با گروهی از برجسته‌ترین روزنامه نگاران و سیاست مداران ایران در دهه ۲۰ شمسی آشنا شد. در همین دوره یحیی مافی کار آموزگاری را با تدریس در مدارس شبانه تهران آغاز کرد. ازدواج با معصومه (فرنگیس) سهراب در سال ۱۳۲۹ هم سبب شد که انگیزه‌های هر دو برای کار در گستره آموزش و پرورش بیشتر شود.

## فعالیت‌های آموزشی
در سال ۱۳۳۲ یحیی مافی با همکاری همسرش، معصومه سهراب کودکستان مهر و سپس در سال ۱۳۳۴ دبستان مهران را پایه گذاشتند که تا سال ۱۳۵۸ (که به دستور شورای انقلاب، همهٔ مدارس ملی به دولتی تبدیل شدند) به کار خود ادامه داد.
مجتمع آموزشی مهران، عضو انجمن ملی مدارس هماهنگ بود. در این انجمن، مدیران مدارس عضو، تجربیات خود را با هم مبادله می‌کردند، از مشکلاتشان می‌گفتند و برای پیدا کردن راهکارهای آموزشی و مدیریتی در سطح خرد و کلان هم‌اندیشی می‌کردند.
مدرسه مهران از پیشگامان ترویج کتابخوانی در میان کودکان بود و ادارهٔ کتابخانه‌های آن با مشارکت کودکان انجام می‌شد. از آنجا که در آن دوره کتاب برای کودکان محدود بود، کتاب‌های خارجی ترجمه و در مدرسه تکثیر می‌شد. کتابخانه‌ای که در سال ۱۳۳۶، تنها ۱۴ کتاب کودک داشت، در سال ۱۳۵۷، زمانی که مدیریت آن تغییر کرد، مشتمل بر یازده هزار کتاب بود.
یکی دیگر از شاخص‌ترین کارهایی که در کودکستان مهر انجام می‌شد و سپس در مدرسه مهران گسترش یافت، آموزش‌های هنری بود. نقاشی، مجسمه‌سازی، موسیقی و نمایش از فعالیت‌های هنری کودکان در این مجتمع آموزشی بود.
یحیی مافی و معصومه سهراب در کنار مطالعه معتقد بودند برای شناخت نظام آموزش و پرورش در کشورهای دیگر ضرورت دارد که به این کشورها سفر کنند و از نزدیک شیوه‌های آموزشی در کشورهای پیشرفته یا کشورهایی با الگوهای سوسیالیستی را مشاهده کنند. به همین منظور به آمریکا، اروپا و اتحاد جماهیر شوروی آن زمان مسافرت کردند و تجربه‌هایی به دست آورند. مافی به همراه همسرش تجربه مدرسه‌داری خود را در کتابی با عنوان «تجربه‌های مدرسه‌داری مجتمع آموزشی مهران» نوشته است.

## فعالیت در حوزه ادبیات کودک
یحیی مافی همچون همسرش کار اجتماعی و فرهنگی را در گسترهٔ ادبیات کودکان با حضور در هیئت مدیرهٔ شورای کتاب کودک ادامه داد و در پیشبرد امر فرهنگنامه کودکان و نوجوانان نقش بسیار سازنده‌ای داشت. طی سالهای ۱۳۹۰–۱۳۶۶ عضو هیئت مدیره شرکت تهیه و نشر فرهنگنامه کودکان و نوجوانان شد. او همچنین از جمله پایه‌گذاران انجمن پژوهش‌های آموزشی پویا بود. یحیی مافی در سال ۱۳۶۰ با همکاری همسرش انتشارات کتاب کودک و نوجوان را که ناشری تجربی بود تأسیس کرد. ویژگی کتاب‌های تهیه شده توسط این مؤسسه چاپ کتاب به زبان‌های کردی، ترکی و فارسی به‌صورت همزمان بود.

## مرگ
یحی مافی در ۹ بهمن ۱۳۹۲ درگذشت و در گورستان امامزاده طاهر کرج دفن شد.